# Serge Klarsfeld
Serge Klarsfeld (n. 17 septembrie 1935, București, România) este un scriitor, activist și „vânător de naziști” franco-român.

## Familia
Mama sa a fost originară din Cahul, unde părinții ei erau farmaciști. Arno Karlsfeld, tatăl său, a fost arestat, deportat la Auschwitz și ucis.

## Activitatea
În anul 1971 l-a descoperit pe Klaus Barbie în America de Sud, unde trăia sub nume fals. Datorită lui Klarsfeld au fost aduși în fața justiției Klaus Barbie, Kurt Lischka, Walter Rauff⁠(en)[traduceți], Alois Brunner și alții. 
Începând cu anii 1960 a activat pentru comemorarea victimelor Holocaustului din Franța. Este căsătorit cu Beate Klarsfeld.